# Aksjomat zbioru potęgowego
Aksjomat zbioru potęgowego, AxP – jeden z aksjomatów teorii mnogości w ujęciu Zermela-Fraenkla.
W postaci sformalizowanej aksjomat ten przybiera następującą postać:
{\displaystyle \forall u\;\exists y\;\forall x\;{\Big (}x\in y\Leftrightarrow \forall z\;(z\in x\Rightarrow z\in u){\Big )}.}
Można go również sformalizować inaczej:
{\displaystyle \forall u\;\exists y\;\forall x\;(x\in y\Leftrightarrow x\subseteq u).}
Jednakże w przeciwieństwie do poprzedniego zapisu sformułowanie to wykorzystuje symbol {\displaystyle \subseteq } oznaczający relację inkluzji, czyli zawierania się jednego zbioru w drugim (bycia podzbiorem). Nie jest on pierwotnym pojęciem teorii zbiorów w ujęciu Zermela-Fraenkla, ale 2-argumentowym predykatem wymagającym odrębnej definicji {\displaystyle (x\subseteq y\Leftrightarrow \forall z\ (z\in x\Rightarrow z\in y))}.
Aksjomat ten stwierdza, że dla każdego zbioru {\displaystyle u} istnieje zbiór {\displaystyle y,} którego elementami są dokładnie te, które są podzbiorami zbioru {\displaystyle u.} Aksjomat ekstensjonalności zapewnia istnienie dokładnie jednego takiego zbioru. Zbiór nazywa się zbiorem potęgowym zbioru {\displaystyle u}. Jest to więc zbiór wszystkich podzbiorów zbioru {\displaystyle u.} Oznacza się go {\displaystyle P(u).}
Zbiór ten można w sposób sformalizowany scharakteryzować następująco: {\displaystyle \forall x\;(x\in P(U)\Leftrightarrow x\subseteq U)}.

## Teoria mnogości bez aksjomatu zbioru potęgowego
W matematyce rozważana jest niekiedy teoria ZF− (bądź ZFC−), tj. teoria mnogości, której aksjomatami są wszystkie aksjomaty ZF (ZFC) poza aksjomatem zbioru potęgowego. Andrzej Zarach wykazał, zakładając niesprzeczność ZFC, że istnieją modele ZF−, w których suma przeliczalnie wielu zbiorów przeliczalnych może być nieprzeliczalna (dokładniej – modele, w których liczba {\displaystyle \omega _{1}} jest singularna), a także takie modele ZF−, w których każdy podzbiór prostej rzeczywistej jest przeliczalny, a mimo to liczba {\displaystyle \omega _{1}} istnieje. V. Gitman, J.D. Hamkins oraz T.A. Johnstone wykazali, że analogiczne sytuacje mają miejsce w teorii ZFC−.